# Милан Предић
Милан Предић (Панчево, 24. новембар 1881 – Београд, 9. децембар 1972) био је српски професор, књижевник, драматург, позоришни и сликарски критичар, преводилац, управник Народног позоришта у Београду и уредник Српског књижевног гласника.

## Биографија
Основну школу је завршио у Панчеву, а гимназију у Београду. Био је синовац сликара Уроша Предића. 
На Филозофском факултету у Београду је студирао српску књижевност од 1901. до 1908. године са прекидима због паралелних студија књижевности у Паризу које су трајале од 1903 до 1907. године.  Диплому из књижевности, коју је стекао на Сорбони 1907. године, у својству декана потписао је Аристид Бријан.
После завршетка студија радио је као гимназијски професор у Ужицу 1907,  а 1908. године у Београду.  
Непосредно након ових првих радних искустава, па све до одласка у пензију 1947. године, Предић ће  бити професионално усмерен једино на позориште и све у вези са њим. 
Први његов позоришни ангажман започео је када га је Милан Грол, поставши управник Народног позоришта у Београду, позвао да напусти место суплента у Трећој београдској гимназији и 25. јула 1909. га  поставио за драматурга Народног позоришта. Од тог тренутка је његова позоришна судбина тесно повезана са Гролом, са којим је делио добро и зло, постизао успехе и доживљавао падове. У том периоду (1910) је Милан Предић основао  Другу глумачку школу при Народном позоришту у којој је и сам био предавач.  
Ови блиски сарадници су убрзо заједно поднели оставку 3. априла 1910. године, када их је надјачао Глумачки клуб са Милорадом Гавриловићем на челу, у унутрашњем сукобу и расколу у оквиру самог ансмбла. Након повлачења са вратио се свом месту наставника приправника, а потом одлази у Минхен на позоришне студије, након чега се 15. априла 1911. године, под другом управом Милана Грола, поново обрео у позоришту као драматург. 
Основао је Глумачку школу 1910. године, а Позоришни музеј 1929. године, одређујући му задатак и циљеве, реорганизовао је целлокупну позоришну администрацију, разграничио и поставио уметничке функције Драме, Опере и Балета.
Убрзо, 18. јула 1911. године, на основу нове Уредбе о Народном Позоришту у Београду, постао је секретар VI класе.
Милан Предић је учествовао у оба Балканска и у Првом светском рату. По завршетку ових великих ратова посветио је сву своју позоришну снагу београдском Народном позоришту. Наиме, у периоду после Првог светског рата, као директор Драме од 1918. до 1923. године, морао је да реорганизује и усмери целокупан позоришни рад јер је ратни вихор оставио свеопшту пустош на свим пољима, уништио је зграду и инвентар и пореметио је уметничке вредности. У три наврата је, потом, био управник Народног позоришта у Београду (1924-1933, 1939-1940. и 1944-1947)
Био је одличан познавалац француске и немачке књижевности и језика. Нагињао је више француској књижевности па је и преводио са француског – за позориште, али и у другим областима.
У свакој својој позоришној етапи радио је с несмањеним одушевљењем, непрестано подижући уметнички ниво представа (драмских, оперских и балетских). Првенствено је бригу поклањао репертоару, са подједнаким познавањем прилазио је драмским, оперским и балетским остварењима. Привлачили су га сви елементи сценског приказа, па је свакоме од њих поклањао једнаку пажњу.
Као добар познавалац позоришне проблематике и сигуран организационо-технички и уметнички администратор Народног позоришта, уложио је много труда у подизање његовог уметничког нивоа (репертоара, режије, глуме, декоративне опреме, костимографије).
Милан Предић представља истакнуту личност у епохи Српског књижевног гласника између два рата, али и касније, где је објављивао своје критике, есеје и радове и чији је био уредник.